# Heterocampa cinereus
Heterocampa cinereus är en fjärilsart som beskrevs av Alpheus Spring Packard 1864. Heterocampa cinereus ingår i släktet Heterocampa och familjen tandspinnare. Inga underarter finns listade i Catalogue of Life.